# Pobles indígenes de l'Equador
Les nacionalitats i pobles indígenes de l'Equador són les col·lectivitats que assumeixen una identitat ètnica amb base en la seva cultura, les seves institucions i una història que els defineix com els pobles autòctons del país, descendents de les societats prehispàniques. La República de l'Equador reconeix als pobles i nacionalitats indígenes en definir-se en la seva Constitució Política com una nació intercultural i plurinacional. D'acord amb l'últim cens nacional, realitzat en 2010, 1.018.176 persones s'autodefineixen com a indígenes, representant el 6,5% de la població total.

## Pluriculturalidad, multirracialidad i multiétniticidad de l'Estat equatorià
L'Equador és un Estat pluricultural, multiracial i multiètnic, que ha de respectar i estimular el desenvolupament de totes les llengües existents en el seu territori així com la identitat cultural de les nacionalitats que existeixen al seu interior, com les nacionalitats Kichwa, Shuar, Achuar, Chachi, Emberà, Huaorani, Siona, Secoya, Awá, Tsáchila i Cofán, i Zàpara. A l'Equador els pobles i nacionalitats indígenes juguen un rol protagonista. Últimament s'ha aconseguit incorporar en la nova Constitució Política de la República els drets col·lectius de les nacionalitats indígenes. En l'article 1 de la Constitució Política vigent, l'incís Tercer diu: “L'Estat respecta i estimula el desenvolupament de totes les llengües dels equatorians. El castellà és l'idioma oficial. El kichwa, el shuar i els altres idiomes ancestrals són d'ús oficial per als pobles indígenes en els termes que fixa la Llei”; i l'Article 84, Numeral 1, diu: “Mantenir, desenvolupar i enfortir la seva identitat i tradicions en l'espiritual, cultural, lingüístic, social, polític i econòmic”.

## Províncies amb major població indígena
Les províncies amb major població indígena són: Chimborazo amb 174.211, Pichincha amb 137.554, Imbabura amb 102.640, Cotopaxi amb 90.437, i Morona Santiago amb 71.538; mentre que en altres províncies, els indígenes són el percentatge de població més nombrós, com en: Napo (56,8%) i Morona Santiago (48,4%) on són la població majoritària.

## Condicions de vida
Grups ètnics com els caranquis, tomabelas i cayambis han aconseguit millorar les seves condicions de vida i s'han adaptat fàcilment a la cultura del comerç i la globalització; a pesar els esforços realitzats per diferents organismes governamentals i no-governamentals en pro del reconeixement legal de la cultura i de la qualitat de vida dels pobles originaris de l'Equador, existeixen encara altres grups indígenes amb un alt grau de marginació, discriminació, desnutrició i pobresa extrema que els està portant a l'extinció de la seva cultura.
El camí que han recorregut i construït els pobles indígenes en els últims anys, és de summa importància, amb importants conquestes en el camp educatiu, polític, social, econòmic i cultural. En l'àmbit de llengües indígenes, la Direcció Nacional d'Educació Indígena Intercultural Bilingüe de l'Equador (DINEIB), que es va crear l'any de 1988 com a instància encarregada de portar endavant la tasca educativa, es veu en la necessitat de crear una instància que reguli, estandarditzi i desenvolupi les llengües indígenes, si bé és cert que fins ara s'han escrit obres i s'han desenvolupat alfabets i diccionaris no per a totes les llengües, van ser sota enfocaments diversos d'acord amb els diferents esforços que, cal reconèixer.

## Pobles i nacionalitats
El Ministeri Coordinador de Desenvolupament Social, a través del Sistema d'Indicadors de les Nacionalitats i Pobles de l'Equador (SIDENPE), creat pel Consell de Desenvolupament de les Nacionalitats i Pobles de l'Equador (CODENPE) i associat al Sistema Integrat d'Indicadors Socials de l'Equador (SIISE), identifica als grups ètnics en 13 nacionalitats, a més pobles dins de la nacionalitat quítxua que mantenen la seva identitat d'acord amb els seus costums, dialecte, ubicació geogràfica i activitats econòmiques. No obstant això, existeixen algunes imprecisions en aquell llistat, pel fet que existeixen grups ètnics no inclosos en la llista, com els andoas, que a causa de la seva llengua i cultura pròpies, podria definir-se com una nacionalitat; alhora que s'inclouen grups la definició dels quals de la seva identitat comporta encara diversos criteris interns; tal és el cas dels panzaleos; i inclusivament grups sense cap identitat com els quitu-cara.

### Nacionalitats
En aquesta llista s'inclouen tots els grups ètnics amb llengua i cultura pròpia.
| Regió            | Nacionalitat                          | Una altra denominació | Llengua       | Família lingüística | Població                                             | Ubicació |
| ---------------- | ------------------------------------- | --------------------- | ------------- | ------------------- | ---------------------------------------------------- | -------- |
| Costa            |                                       |                       |               |                     |                                                      |          |
| Awá              | Cuaiquer, Kwaiker                     | Awá pit               | Barbacoana    | 5.513               | Carchi Esmeraldas Imbabura                           |          |
| Chachi           | Cayapa                                | Cha'palaachi          | Barbacoana    | 10.222              | Esmeraldas                                           |          |
| Épera            | Emberá, êbêra, ẽpẽrá, Chocó           | Sia Pedee             | Chocó         | 546                 | Esmeraldas                                           |          |
| Tsachila         | Colorado                              | Tsáfiki               | Barbacoana    | 2.956               | Santo Domingo de los Tsáchilas                       |          |
| Sierra           |                                       |                       |               |                     |                                                      |          |
| Quítxua andí     | Kichwa de la sierra                   | Kichwa                | Quítxua       | 605.162             | Totes les províncies andines Guayas Zamora Chinchipe |          |
| Amazonía         |                                       |                       |               |                     |                                                      |          |
| Achuars          | Jívaro                                | Achuar Chicham        | Jívara        | 7.865               | Morona Santiago Pastaza                              |          |
| Andoa            | Andwa                                 | Andwash               | Zaparoanas    | 2.462               | Pastaza                                              |          |
| Cofán            | A'i, Kofán                            | A'ingaer              | (Idioma únic) | 1.485               | Sucumbíos                                            |          |
| Waorani          | Waodani, Huaorani, Sabela, Auca, Wao  | Huao terero           | (Idioma únic) | 2.416               | Napo Orellana Pastaza                                |          |
| Quítxua amazònic | Kichwa de l'Amazònia                  | Kichwa                | Quítxua       | 122.882             | Napo Orellana Pastaza Sucumbíos                      |          |
| Secoya           | Airo Pai, Huajoya, Piojé, Encabellado | Paicoca               | Tucana        | 689                 | Sucumbíos                                            |          |
| Siona            | Gâ'tɨya Pâín, Ceona, Encabellado      | Baicoca               | Tucana        | 611                 | Sucumbíos                                            |          |
| Shiwiar          | Jívaro                                | Shiwiar Chicham       | Jívara        | 1.198               | Pastaza                                              |          |
| Shuars           | Jívaro                                | Shuar Chicham         | Jívara        | 79.709              | Morona Santiago Orellana Pastaza Zamora Chinchipe    |          |
| Zàpara           | Sapara, Kayapwe                       | Sapara                | Zaparoanas    | 559                 | Pastaza                                              |          |

### Pobles
En aquesta llista s'inclouen tots els grups ètnics que mantenen la seva identitat d'acord amb els seus costums, dialecte, ubicació geogràfica i activitats econòmiques; de manera ben definida, amb el kichwa com a llengua materna.
| Nacionalitat     | Poble               | Una altra denominació | Població | Ubicació                      |
| ---------------- | ------------------- | --------------------- | -------- | ----------------------------- |
| Quichua andí     | Cañari              | Kañari                | 28.645   | Azuay Cañar                   |
| Quichua andí     | Caranqui            | Karanki               | 11.590   | Imbabura                      |
| Quichua andí     | Cayambi             | Kayampi               | 33.726   | Pichincha                     |
| Quichua andí     | Chibuleo            | -                     | 5.383    | Tungurahua                    |
| Quichua andí     | Guaranga            | Waranka               | 16.963   | Bolívar                       |
| Quichua andí     | Natabuela           | -                     | 1.862    | Imbabura                      |
| Quichua andí     | Otavalo             | -                     | 56.675   | Imbabura Pichincha            |
| Quichua andí     | Panzaleos           | Kichwa de Cotopaxi    | 61.026   | Cotopaxi Pichincha Tungurahua |
| Quichua andí     | Puruhá              | -                     | 136.141  | Equador · Pichincha           |
| Quichua andí     | Quisapincha         | Kisapincha            | 10.105   | Tungurahua                    |
| Quichua andí     | Salasaka            | Salasaca              | 6.445    | Tungurahua                    |
| Quichua andí     | Saraguro            | Sarakuru              | 17.118   | Loja Zamora Chinchipe         |
| Quichua andí     | Tomabela            | -                     | 6.445    | Bolívar Tungurahua            |
| Quitxua amazònic | Quítxues del Napo   | Napuruna, quijos      | 104.192  | Napo Orellana Sucumbíos       |
| Quitxua amazònic | Quichuas de Pastaza | Canelos, sarayakus    | 17.817   | Pastaza                       |